# 小松遊木
存命人物の伝記 特筆性 = 2025年1月}}
小松 遊木（こまつ ゆうき）は、日本のライトノベル作家である。

## 概要
ジェフリー・ディーヴァーやロバート・ゴダードなどの小説が好きだと語っている。雑誌『週刊少年ジャンプ』の作品から、現代人キャラと日本刀は他人からの受けが良いと考えて製作した作品『ノブレス・オブリージュ～茅森楠葉の覚悟～』で2009年に第1回GA文庫大賞の奨励賞を受賞し、同作でデビューした。

## 作品一覧
- 『ノブレス・オブリージュ』シリーズ（イラスト: 甘塩コメコ、GA文庫〈SBクリエイティブ〉）
  1. 「茅森楠葉の覚悟」、2009年10月15日[3]、ISBN 978-4-7973-5706-6
  2. 「成瀬春水の艱難」、2010年1月15日[4]、ISBN 978-4-7973-5859-9